# Пирсон, Ридли
Ридли Пирсон (англ. Ridley Pearson) — современный американский писатель.

## Биография и творчество
Ридли Пирсон — современный американский писатель. Родился в городке Глен-Ков, штат Нью-Йорк, США. Вырос в местечке Риверсайд, штат Коннектикут, окончил школу Pomfret School, университеты University of Kansas и Brown University. Пишет остросюжетные исторические романы и триллеры для взрослой аудитории и приключенческое фэнтези для детей. Первая книга для детей, «Питер Пэн и Ловцы звезд» (Peter and the Starcatchers), написанная в соавторстве с Дэйвом Барри, вышла в 2004 году.
Проживает в Сент-Луисе, штат Миссури, с женой и двумя дочерьми.